# Сальвадори, Роберто
Роберто Сальвадори (итал. Roberto Salvadori; род. 29 июля 1950, Маджента, Ломбардия) — итальянский футболист, защитник.

## Карьера
В юности Сальвадори выступал за молодёжную команду из своего родного города «Маджента», а в 1969 году дебютировал во взрослом футболу, присоединившись к клубу «Вербания», где стал выступать в Серии C.
В 1972 году перешёл в другой итальянский клуб «Алессандрия», где выступал на протяжении одного сезона. В 1973 году перешёл в клуб «Торино», за который отыграл наибольшую часть своей игровой карьеры. В сезоне 1975/76 вместе с клубом завоевал титул национального чемпиона.
В 1983 году покинул клуб и вернулся в «Алессандрию», где и завершил карьеру футболиста в 1984 году в Серии C.

## Личная жизнь
В 2015 году Сальвадори был включён в зал славы клуба «Торино».

## Достижения
«Торино»
- Чемпион Италии: 1975/76